# Hysterothylacium seriolae
Hysterothylacium seriolae är en rundmaskart som först beskrevs av Yamaguti 1941.  Hysterothylacium seriolae ingår i släktet Hysterothylacium och familjen Ascarididae. Inga underarter finns listade i Catalogue of Life.